# Sadie Dupuis
Sadie Dupuis (Nova Iorque, 8 de julho de 1988) é uma cantora, compositora e poeta norte-americana. Ganhou notoriedade como vocalista da banda Speedy Ortiz, pela qual divulgou três álbuns de estúdio, bem como três projetos de extended play (EP). Sob o alter ego Sad13, disponibilizou seu primeiro material como artista solo, Slugger (2016) e realizou um projeto com a rapper Lizzo. Fora de seus trabalhos como cantora, desenvolve livros de poesia, tendo se formado no ramo através do Barnard College.

## Vida pessoal
Sadie se considera demissexual e panromântica.